# Carole Roussopoulos

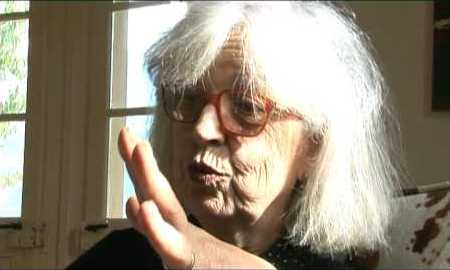
Carole Roussopoulos in der Dokumentation La Révolution du désir (A. Avellis, 2006).

Carole Roussopoulos (* 25. Mai 1945 in Lausanne als Carole de Kalbermatten; † 22. Oktober 2009 in Sitten) war eine Schweizer Filmregisseurin und Feministin, die vor allem durch ihre bahnbrechenden frühen Dokumentarfilme über die Frauenbefreiungsbewegung in Frankreich bekannt wurde. 2001 wurde sie zum Ritter der Ehrenlegion für ihre Bemühungen in der Gleichstellung ernannt, 2004 erhielt sie einen Preis der Stadt Sitten und 2009 den Kulturpreis des Kantons Wallis. Als Pionierin mit dem damals neuen Medium Video hat sie mehr als 150 Dokumentarfilme gedreht. Sie ist auch Teil der LGBT-Geschichte in der Schweiz.

## Werdegang
Sie verbrachte ihre Kindheit in Sion und studierte dann in Lausanne. 1967 zog sie nach Paris, wo sie für das Vogue-Magazin arbeitete. 1969 gründete Carole Roussopoulos mit ihrem Mann, dem Maler Paul Roussopoulos, das Kollektiv Video Out um den aktuellen politischen Bewegungen eine Stimme zu geben. Dazu nutzte sie bald das erste tragbare, 1970 bei Sony vertriebene, analoge Videoaufzeichnungssystem Portapak, und ist eine der ersten Frauen, die diese neue Technologie aktionistisch einsetzt, um Unterdrückten und Ausgegrenzten aller Art eine Stimme zu geben. Seither begleitete sie mit der Videokamera politische Bewegungen und soziale Auseinandersetzungen. Schon im selben Jahr drehte sie den Dokumentarfilm Genet parle d'Angela Davis (im Englischen bekannt als Angela Davis Is at Your Mercy) über die amerikanische politische Aktivistin Angela Davis oder 1971 die Homosexuellenbewegung mit dem Film FHAR (Homosexuelle Revolutionäre Aktionsfront). Sie ist Vorreiterin und Teil der Videobewegung, die die Direktheit von Video als Gemeinschaftswaffe als Gegeninformation gegen monopolisierte Medienkultur, Desinformation und Zensur einsetzt. Memoriav, ein 1995 gegründeter Verein, der sich nachhaltig für die Erhaltung, Erschliessung, Valorisierung sowie die breite Nutzung des audiovisuellen Kulturgutes einsetzt und Videos von ihr digitalisiert zur Verfügung stellt, schreibt:
«Indem sie oft als erste ein Thema in dieser Art angeht, trägt sie zu einer veränderten Sichtweise auf unsere Gesellschaft und auf bis anhin von den Medien ignorierte Themen bei. Ihr international anerkanntes Werk wurde an Festivals (Festival international des films de femmes, Paris 2008; Visions du Réel, Nyon 2008) und mit Vorführungen (Rétrospective à la cinémathèque française, Paris 2007) gewürdigt.»
2021 wurde sie im Rahmen der 56ten Solothurner Filmtage in der Sektion HISTOIRES DU CINÉMA SUISSE gezeigt.
1976 begann Roussopoulos die Zusammenarbeit mit der französischen Schauspielerin Delphine Seyrig. Gemeinsam drehten sie 1976 den Dokumentarfilm über Frauenrechte mit dem Titel SCUM Manifesto, der auf dem SCUM Manifesto der radikalen Feministin Valerie Solanas basiert. Delphine Seyrig hat auch selbst Filme gedreht, nachdem sie einen Workshop von Carole Roussopoulos besucht hatte. Sie arbeiteten beide in einer feministischen Gruppe, die mit subversiven Aktionen, mit Sprachwitz, als ungehorsame Musen auftreten. Delphine et Carole, insoumuses ist ein Film, der mit erhellend montierten Originaldokumenten aus Spielfilmen, Videoarbeiten und Talkrunden die Situation von Frauen, und die Notwendigkeit von Aktionen und Selbstorganisation deutlich macht. 1982 gründeten Roussopoulos, Delphine Seyrig und Ioana Wieder das Zentrum Simone de Beauvoir, als Archiv der Frauenrechtsbewegung.
Carole Roussopoulos überliess ihre Videoarchive und die dazugehörige Dokumentation 2007 der Mediathek Wallis – Martigny.

## Filmographie
- 1970: Genet parle d’Angela Davis, appartenant à la collection du musée national d’art moderne – centre Georges-Pompidou.
- 1971: Le F.H.A.R. (Front Homosexuel d’Action Révolutionnaire)
- 1972: Gabrielle Nanchen
- 1972: Munich
- 1973: Y a qu’à pas baiser
- 1973: LIP: Monique
- 1973: LIP la marche de Besançon
- 1973: L’enterrement de Mahmoud AL Hamchari
- 1973: Action Autoportrait(s) de Gina Pane
- 1974: Action Psyché, Performance von Gina Pane
- 1974: Mise en place de Action Mélancolique 2X2X2 de Gina Pane
- 1974: Action Mélancolique 2X2X2 de Gina Pane
- 1975: Action Death Control de Gina Pane
- 1975: La marche du retour des femmes à Chypre
- 1975: Les Prostituées de Lyon parlent
- 1975: La marche des femmes à Hendaye
- 1975: Les mères espagnoles
- 1976: S.C.U.M. Manifesto: lecture du texte de Valérie Solanas avec Delphine Seyrig SCUM Manifesto
- 1976: Maso et Miso vont en bateau: caviardage de l’émission "Apostrophes sur l’année de la femme avec Françoise Giroud
- 1976: LIP : Monique et Christiane
- 1976:LIP : Jacqueline et Marcel
- 1978: Le Viol : Anne, Corinne, Annie, Brigitte, Josyane, Monique et les autres…
- 1978: Point d’émergence : Aline Gagnaire
- 1978: Point d’émergence : Charlotte Calmis
- 1978: Point d’émergence : Vera Pagava
- 1980: Le juge et les immigrés
- 1982: Ça bouge à Mondoubleau
- 1982: Ça bouge à Vendôme
- 1982: Flo Kennedy : portrait d’une féministe américaine
- 1982: Profession : agricultrice
- 1982: S.O.S. j’accouche
- 1983: Yvonne Netter, avocate
- 1983: Paroles d’assistantes maternelles
- 1984: Profession : conchylicultrice
- 1984: Pionnières et dictionnaires du cinéma 1900-1960
- 1984: Gagner sa vie
- 1984: Colette Auger : une nouvelle loi sur le nom
- 1984: Femmes d’immigrées de Gennevilliers
- 1984: La mort n’a pas voulu de moi : portrait de Lotte Eisner
- 1984: Une journée ordinaire de Christine Ockrent
- 1985: Y’a vraiment des gens qui vivent avec très peu
- 1985: Ras le bol sous les ponts de paris
- 1985: Les travailleuses de la mer
- 1985: Les cavistes nouveaux sont arrivés
- 1985: Quand les parents s’en mêlent
- 1986: La drogue on peut s’en sortir, disent-elles
- 1986: L’égalité professionnelle, ça bouge
- 1987: L’égalité professionnelle : ça avance dans les transports
- 1987: Les clés de Mauzac
- 1988: L’inceste, la conspiration des oreilles bouchées
- 1988: Nouvelles qualifications : les entreprises innovent avec des jeunes
- 1989: La ballade des quartiers / parole d’en France
- 1990: Nous femmes contre vents et marées
- 1990: Jouer le jeu – côté cour
- 1991: Mort des malades, souffrance des soignants
- 1992: Mort des malades, souffrance des médecins
- 1992: L’inceste : lorsque l’enfant parle
- 1993: Mort des malades, souffrance des familles
- 1993: Les hommes invisibles
- 1993: L’accueil temporaire des personnes âgées ou le répit des familles
- 1994: La drogue… Non merci : drogues images prévention
- 1996: Être avec
- 1996: L’accueil familial : vieillir comme chez soi
- 1996: En équipe avec le malade
- 1997: Les violences du silence
- 1997: Notre printemps
- 1998: Les murs du silence : agressions sexuelles en institutions
- 1998: Vivre en petite unité
- 1998: Le parrainage : une main tendue
- 1998: Je vis en maison de retraite
- 1999: Souvenirs pour un avenir
- 1999: Quand les jours sont comptés…
- 1999: Debout! Une histoire du mouvement de libération des femmes 1970-1980
- 2000: L’accueil de jour
- 2000: Paroles de résidents
- 2000: Jour après jour
- 2001: Cinquantenaire du Deuxième sexe 1949-1999 (mit Christine Delphy)
- 2001: Vieillir et mourir accompagné : grand âge et soins palliatifs
- 2002: Marchons avançons résistons en Suisse Romande
- 2002: Vieillir en liberté
- 2002: Donner c’est aimer
- 2003: Viol conjugal, viol à domicile
- 2003: Bénévole tout simplement : un rien de temps qui change la vie
- 2003: Qui a peur des Amazones?
- 2003: Il faut parler : portrait de Ruth Fayon
- 2004: L’écoute! Une aventure : la main tendue
- 2004: Le jardin de Lalia : des microcrédits pour les femmes maliennes
- 2004: Familles d’ici, familles d’ailleurs
- 2004: L’Europe, parlons-en…
- 2005: Inceste, brisons le silence!
- 2005: Les années volées
- 2006: Je suis un être humain comme les autres
- 2006: Sans voix… Mais entendus! Un hommage aux soins palliatifs
- 2006: Pour vous les filles!
- 2007: Quand les parents en parlent
- 2007: Femmes mutilées, plus jamais!
- 2007: Des fleurs pour Simone de Beauvoir
- 2007: La maison : un espoir, une vie
- 2008: Mariages forcés, plus jamais!
- 2008: L’eau et les rêves
- 2009: Ainsi va la vie. Cancer : de la peur à l’espoir
- 2009: Pramont : une deuxième chance!
- 2009: Delphine Seyrig, un portrait

Als Kamerafrau:
- 1981: Sois belle et tais-toi

## Dokumentationen
- Carole Roussopoulos, une femme à la caméra, Dokumentation von Emmanuelle de Riedmatten, Frankreich, 2011, 76 Minuten, Produktion, RTS[11].
- C comme Carole, Dokumentation von Tristan Aymon, 2008[12]